# Edward Wingfield (2e vicomte Powerscourt)
Edward Wingfield, 2e vicomte Powerscourt (23 octobre 1729 - 6 mai 1764), est un homme politique irlandais.

## Biographie
Il est le fils de Richard Wingfield (1er vicomte Powerscourt), et de Dorothy Beresford Rowley, fille de Hercules Rowley, de Summerhill, dans le comté de Meath. il fait ses études au St John's College, à Cambridge. Il succède à son père comme vicomte en 1751. Il s'agit d'une pairie irlandaise il siège à la Chambre des lords irlandaise. Cependant, il pouvait encore se présenter aux élections à la Chambre des communes britannique et, en 1756, il est élu à Stockbridge, poste qu'il occupe jusqu'en 1761.
Lord Powerscourt meurt célibataire en mai 1764, à l'âge de 34 ans. Son frère cadet, Richard Wingfield (3e vicomte Powerscourt), lui succède.